# Gruszka Mała (gromada)
Gruszka Mała – dawna gromada, czyli najmniejsza jednostka podziału terytorialnego Polskiej Rzeczypospolitej Ludowej w latach 1954–1972.
Gromady, z gromadzkimi radami narodowymi (GRN) jako organami władzy najniższego stopnia na wsi, funkcjonowały od reformy reorganizującej administrację wiejską przeprowadzonej jesienią 1954 do momentu ich zniesienia z dniem 1 stycznia 1973, tym samym wypierając organizację gminną w latach 1954–1972.
Gromadę Gruszka Mała z siedzibą GRN w Gruszce Małej (cz. I) (w obecnym brzmieniu Gruszka Mała Pierwsza) utworzono – jako jedną z 8759 gromad na obszarze Polski – w powiecie zamojskim w woj. lubelskim na mocy uchwały nr 18 WRN w Lublinie z dnia 5 października 1954. W skład jednostki weszły obszary dotychczasowych gromad Gruszka Duża wieś, Gruszka Duża kol., Gruszka Mała I, Gruszka Mała II i Nawóz ze zniesionej gminy Nielisz w tymże powiecie. Dla gromady ustalono 16 członków gromadzkiej rady narodowej.
1 stycznia 1960 gromadę zniesiono, włączając jej obszar do gromady Nielisz w tymże powiecie.